# Horst Rechenbach
Horst Rechenbach (* 11. Juli 1895 in Straßburg; † 6. Mai 1968 in Rendsburg) war ein deutscher Offizier, zuletzt SS-Oberführer, nationalsozialistischer Politiker, Forscher und Schriftsteller.

## Leben und Wirken
Er war der Sohn des preußischen Majors Otto Rechenbach und wurde im Elsass geboren. Nach dem Abitur 1914 in Königsberg trat Rechenbach als Fahnenjunker in das Pionierbataillon Fürst Radcziwill in Ostpreußen ein, wurde im Januar 1915 zum Leutnant und im Oktober 1918 zum Oberleutnant befördert. Von Januar bis Mai 1919 war er Kompanieführer beim Ostpreußisches Freikorps.
Anschließend studierte Rechenbach je drei Semester an der Albertus-Universität Königsberg und an der Universität Göttingen Land- und Volkswirtschaft. In dieser Zeit weisen die Unterlagen im Bundesarchiv seine zeitweilige Zugehörigkeit zu weiteren Freikorps und Selbstschutzverbänden aus. 1921 ist er Mitglied beim Deutschen Hochschulring/Hochschulring Deutscher Art Königsberg und 1922 bei der Wehrschaft Markaria Göttingen. Im März 1922 bestand er das landwirtschaftliche Staatsexamen und erwarb im September 1922 die Befähigung zur Tätigkeit als Tierzuchtinspektor. Er trat aber dann in die Reichswehr ein. Laut Robert Lewis Koehl war er dort Lehrer der Veterinärmedizin mit einem besonderen Interesse an Rassestudien. Andere Quellen weisen ihn von 1925 bis 1931 als Fachstudienrat an der landwirtschaftlichen Heeresfachschule in Erfurt aus. Anfang der dreißiger Jahre war Rechenbach beim Wehrkreis V der Reichswehr als Truppenunterrichtsleiter mit der Ausbildung und vor allem der Auswahl von Rekruten beschäftigt. Rechenbach entwickelte zur Auslese seiner Rekruten ein Schema, nach dem Körperbau, Rasse und „soldatischer und persönlicher Allgemeineindruck“ beurteilt wurden.  Genau diese Gesichtspunkte finden sich später auf den „Rassekarten“ zur Beurteilung der SS-Bewerber wieder. Rechenbach war etwa seit 1930 ein persönlicher Freund von Darré, der ihn und Bruno Kurt Schultz zu Rasseexperten im RuSHA ernannte. Rechenbach gehörte wie die beiden anderen dem Nordischen Ring an und hatte in den zwanziger Jahren den Adler und Falken und den Artamanen angehört.
Im Dezember 1931 forderte ihn der Reichsführer SS Heinrich Himmler auf, zur Reichsführung nach München zu kommen, um das Rasse- und Siedlungsamt als stellvertretender Chef aufzubauen.  Als Reichswehr-Musterungsarzt unterstützte er, anfangs nur in Teilzeit, das Rasseamt der SS. Die Reichswehr stellte ihn dafür am 6. September 1932 frei. Zum 1. November 1932 trat er der NSDAP bei (Mitgliedsnummer 1.352.318), dann auch der SS (SS-Nummer 51.550).
1933 siedelt er nach Berlin über und machte im NS-Staat beim Stab des Rasse- und Siedlungshauptamtes Karriere. Er war 1933 Hauptabteilungsleiter im Stabsamt des Reichsbauernführers.

### Auseinandersetzungen zwischen Reichsnährstand und Reichssippenamt
Trotz fachlicher und ideologischer Meinungsverschiedenheiten zwischen Reichsnährstand und Reichssippenamt, in den Rechenbach nach 1933 eine Rolle spielte, herrschte bei allen Kontrahenten in der NSDAP und, mit verschiedenen Diensträngen, in der SS, grundsätzliche Übereinstimmung in den Zielsetzungen. So gehörte die Stabshauptabteilung G „Blutsfragen des deutschen Bauerntums“ im Reichsnährstand (RNSt) des Reichsbauernführers Richard Walter Darré zugleich zum Rassenamt der SS, das bis September 1938 ebenso unter Führung von Darré stand, und der SS-Standartenführer Rechenbach als Stabshauptabteilungsleiter leitete ab 1936 in dieser Eigenschaft zugleich das Reichsamt für Agrarpolitik. Während Darré alle Familien der Erbhofbauern nach der Reihenfolge ihrer Eintragungen in einem „Sippenbuch“ erfassen wollte, das so etwas Ähnliches wie ein Herdbuch werden sollte, plante die SS die Schaffung eines analogen SS-Sippenbuches. Bei der Besprechung von Darré mit Himmler am 21. Januar 1935 gab es deshalb grundsätzliche Übereinstimmung für ein gemeinsames Vorgehen. Man rechnete mit insgesamt einer Million Familien und 350.000 Reichsmark Kosten für die vereinigte Kartei. Die geplante Ausführung des Vorhabens fiel in Rechenbachs Aufgabenbereich.
Dabei sollte auch wissenschaftliche Forschung einbezogen werden. Bereits seit 1934 war ein Arbeitskreis „Die bäuerliche Lebensgemeinschaft“ als Arbeitskreis VII/13 der Arbeitsgemeinschaft „Agrarpolitik und Betriebslehre“ beim „Forschungsdienst“ der Reichsarbeitsgemeinschaft der Landbauwissenschaft angesiedelt. Galionsfigur des Arbeitskreises war SS-Sturmbannführer Bruno Kurt Schultz, der 1940 als Vorsitzender die Tätigkeit dieses Arbeitskreises beschreibt: „Er verfolgte bereits seit mehreren Jahren den Zweck, die Erforschung der bevölkerungsbiologischen und soziologischen Verhältnisse unseres Landvolkes ... zu vertiefen und ... einen Gesamtüberblick über den Erbanlagenbestand der ländlichen Lebensgemeinschaft herauszuarbeiten ... .“ Der eigentliche programmatische Kopf dieser Forschungen, Heinz Wülker, war unmittelbar im Stabsamt des Reichsbauernführers beschäftigt und damit Rechenbachs Mitarbeiter, und Darré regte sogar persönlich an, bestimmte Dörfer (wie Moordorf in Ostfriesland) zu untersuchen.
1935 veröffentlichte deshalb Rechenbach als Leiter der Reichsstelle für Auswahl deutscher Bauernsiedler und zugleich Vertreter radikaler rassehygienischer Vorstellungen einen ersten Aufsatz, in dem er den Ort Moordorf als „eine Landplage, die die ganze Umgebung verpestet“ bezeichnete; dieser „Schandfleck“ sei „nur durch eine eingehende erbbiologische Bestandsaufnahme (…) zu beseitigen“. Diese „Untersuchung“ wurde dann in den Jahren 1935/36 von Rechenbach durchgeführt. Rechenbach erstellte einige Statistiken über Alkoholismus, Kriminalität, Schwachsinn und Verschuldung und erklärte: „Es ist überflüssig zu betonen, dass die besonders minderwertigen Familien sich durch die größten Kinderzahlen auszeichnen.“ So kam er denn zu dem Ergebnis, dass der Ort übervölkert sei. Von den 521 Familien seien nur 9,8 Prozent „erbbiologisch“ gut, 20,4 Prozent durchschnittlich, 16,1 Prozent bedenklich und 53,7 Prozent abzulehnen. Nur ein Drittel seiner Bewohner sei als Bauern tauglich. Es handle sich folglich „um das Beispiel einer völlig verfehlt angelegten ländlichen Siedlung […] Es waren […] asoziale Elemente des eigenen Volkes.“
Nachdem mit dem Reichssippenamt kein gemeinsames Vorgehen vereinbaren werden konnte, schlossen unter Rechenbachs Federführung Reichsnährstand, der NS-Lehrerbund und das Rassenpolitische Amt der NSDAP am 7. Juli 1937 das „Müdener Abkommen“  und „bilden I. eine Arbeitsgemeinschaft für Sippenforschung und Sippenpflege ... . II. Die geplante Arbeit, die von den deutschen Bauern und der deutschen Erzieherschaft gemeinsam durchgeführt wird, beginnt mit einer vollständigen Auswertung der Kirchenbücher. III. Endergebnis aller Arbeiten ist das vom Reichsnährstand geforderte Dorfsippenbuch (Familienbuch nach dem Familienblattverfahren des Reichsnährstandes) und die vom NSLB. verlangten Stammtafeln (Verfahren Klenck).“ – Damit waren die Auseinandersetzungen mit dem Reichssippenamt und seinem Leiter Kurt Mayer jedoch nicht beendet. Am 12. Juni 1939 schrieb deshalb der Chef des persönlichen Stabes des Reichsführers-SS: „Lieber Mayer! Der Reichsführer-SS hat ... den Eindruck, dass bei einem Streit, der offensichtlich zwischen Ihnen und ... Rechenbach besteht, auf schriftlichem Wege keine Einigung zu erzielen ist. Der Reichsführer-SS ist gern bereit, Ihnen und ... Rechenbach einen Raum für eine drei- bis vierstündige Besprechung ... zur Verfügung zu stellen. ... Heil Hitler. Ihr Wolff. SS-Gruppenführer.“
1939 war er „im Felde“ und wurde bei Lublin schwer verwundet. 1940 war er im Rang eines Majors als Siedlungsbeauftragter Leiter einer Abteilung beim Stab Generaloberst Friedrich Fromm im Oberkommando der Wehrmacht. In diesem Jahr erschien im Auftrage von Darré sein als „Streng vertraulich. Nur für den Dienstgebrauch“ eingestuftes Buch „Die Beurteilung des menschlichen Körpers“ als „ganz persönliches Lehrbuch für einen eng begrenzten Kreis“. 1942 zeichnete er in seiner Position bei der Abteilung Heerwesen im Allgemeinen Heeresamt verantwortlich für eine Tornisterschrift „Wehr und Pflug im Osten“, die in einer Auflage von 1,2 Millionen an die Truppe verteilt werden sollte. Nach heftiger Intervention Himmlers wurde die bereits gedruckte Broschüre eingestampft.
Rechenbach bat um seine Versetzung. Ab 1943 war er als Leiter im NSDAP-Reichsamt für das Landvolk für die Auswahl und Betreuung der deutschen Siedler im Wartheland und für die Schulung der durchführenden Beamten zuständig. Anfang 1943 wurde er darüber hinaus Leiter des Reichsbundes Deutscher Diplom-Landwirte.
Am 16. Februar 1943 wurde – auf Anordnung von Herbert Backe – Rechenbach als Reichsamtsleiter beauftragt, den „Verein für bäuerliche Sippenkunde und bäuerliches Wappenwesen“, der bisher Träger der Arbeit an den Dorfsippenbüchern war, zu einer Förderungsgemeinschaft „Gesundes Landvolk“ umzubauen, da davon nicht „unwesentlich das Durchhalten bis zum Endsieg abhängt“. Auf einer Arbeitstagung der Förderungsgemeinschaft (mit SS-Oberführer Rechenbach als Vorsitzender und Otto Heidt als Geschäftsführer) in Barr im Elsass vom 24.–27. November 1943 wurde die Zuständigkeit des Referats „Bauernerbe“ dieser Förderungsgemeinschaft für die Dorfsippenbücher festgelegt. Am 15. Januar 1944 wurde die Dienststelle der Förderungsgemeinschaft „Gesundes Landvolk“ in Berlin jedoch vollständig ausgebombt.
Im Dezember 1934 war Rechenbach auch zu einer Besprechung beim Stab des Stellvertreters des Führers geladen, bei der über eine „besondere Judengesetzgebung“ beraten wurde. Bei der Judenverfolgung selbst spielte Rechenbach jedoch keine ausgewiesene Rolle. Im Gegenteil, die Auseinandersetzungen mit dem Leiter des Reichssippenamtes Kurt Mayer bestanden darin, dass Mayer die Verkartungstätigkeit auf die großen Städte konzentrieren wollte, um dadurch die Judentaufen herauszufinden, während Rechenbach mit seinen anderen Zielstellungen und wissenschaftlichen Interessen die Arbeit in den Dörfern als vorrangig ansah.
1945 blieb für Mayer nur der Selbstmord, während es für Rechenbach ein Leben nach dem Kriege gab. Er wurde Lehrer an privaten Landwirtschaftsschulen und erwarb sich einen Ruf als Fachmann für die Zucht von Legehennen.

## Schriften
- Bauernschicksal ist Volkes Schicksal. - Blutsfragen des deutschen Volkes. Reichsnährstand Verlags-Gesellschaft, Berlin 1935.
- Moordorf, Ein Beitrag zur Siedlungsgeschichte und zur sozialen Frage. Reichsnährstand Verlags-Gesellschaft, Berlin 1940.

Die beiden Schriften wurden nach Ende des Zweiten Weltkrieges in der Sowjetischen Besatzungszone auf die Liste der auszusondernden Literatur gesetzt.

## Dienstgrade
- 24. Dezember 1932: SS-Hauptsturmführer
- 6. Juli 1933: SS-Sturmbannführer
- 9. November 1933: SS-Obersturmbannführer
- 9. November 1934: SS-Standartenführer
- 30. Januar 1938: SS-Oberführer

## Dienststellungen
- Juli 1933 Stabshauptabteilungsleiter G im Stabsamt des Reichsbauernführers, Mitglied des Deutschen Reichsbauernrates
- 1934 Leiter der Reichsstelle für Siedlerauswahl
- Mai 1935 bis 1. Juni 1937 Hauptabteilungsleiter I im Rasseamt des RuSHA
- 1940 Siedlungsbeauftragter beim Stab Generaloberst Fromm im OKW
- Dezember 1943 bis Kriegsende Leiter des Hauptarbeitsgebietes „Wachstum und Aufartung des Landvolkes“ im NSDAP-Reichsamt für das Landvolk
- lebenslanges Mitglied des Reichsbauernrates